# Fort Lauderdale Strikers (2006–2016)
Die Fort Lauderdale Strikers, ehemals Miami FC, waren ein Franchise in verschiedenen Profifußball-Ligen aus Fort Lauderdale, Florida. Von 2006 bis 2009 war das Franchise Teil der damals zweitklassigen USL First Division. Nach einer Saison in der USSF Division 2 Professional League spielte das Franchise ab der Saison 2011 unter seinem neuen Namen in der neu gegründeten North American Soccer League.

## Geschichte

### Miami FC
Das Franchise Miami FC wurde 2006 gegründet und trug am 16. April 2006 sein erstes Spiel gegen den jamaikanischen Meister Portmore United aus, welches Miami mit 1:0 gewann. Das Tor erzielte Mario Rafael Rodríguez, die Vorlage lieferte der ehemalige brasilianische Nationalspieler Zinho. Zuvor hatte der Verein den brasilianischen Torjäger Romário verpflichtet, der nach kurzer Zeit jedoch zum australischen Erstligisten Adelaide United wechselte.
Der Miami FC nahm in der USL-1-Saison 2006 seinen Spielbetrieb auf. Diese wurde mit dem fünften Platz in der Regular Season abgeschlossen. Im anschließenden Viertelfinale der Play-offs verlor die Mannschaft gegen die Vancouver Whitecaps. In den folgenden drei Jahren konnte sich Miami nicht mehr für die Play-offs qualifizieren.
Im November 2009 gab das Team bekannt, nicht mehr in einer Liga der United Soccer Leagues spielen zu wollen. Miami wurde Mitbegründer der North American Soccer League, die 2010 ihren Ligabetrieb aufnehmen sollte. Durch einen Streit zwischen USL und neuer NASL, wurde für die Saison 2010 die USSF Division 2 Professional League ins Leben gerufen. Dort spielte die Mannschaft in der NASL-Conference, belegte aber nur den vierten Platz und verpasste somit die Qualifikation für die Play-offs.

### Fort Lauderdale Strikers
Im Sommer 2010 gab Miami FC bekannt, den Zusatz Strikers ab 2011 im Teamnamen verwenden zu wollen, um das ehemalige NASL-Team Fort Lauderdale Strikers ehren zu wollen. Am 17. Februar 2011 nannte sich das Franchise in Fort Lauderdale Strikers um.
Am 19. September 2014 übernahmen die brasilianischen Unternehmer Paulo Cesso, Ricardo Geromel und Rafael Bertani die Rechte an dem Franchise. Im Dezember 2014 wurde der ehemalige brasilianische Fußballspieler Ronaldo ebenfalls Miteigentümer der Strikers.
Aufgrund finanzieller Probleme nahm das Franchise nicht an der Saison 2017 teil. Die NASL stellte wiederum ihren Spielbetrieb nach der Saison 2017 ein.

## Stadion
- Tropical Park Stadium; Olympia Heights (2006–2008)
- Miami Orange Bowl; Miami (2007; 2 Spiele)
- Lockhart Stadium; Fort Lauderdale (2009–2016)
- FIU Stadium; Miami (2009; 1 Spiel)

Seit 2009 tragen die Fort Lauderdale Strikers ihre Heimspiele im Lockhart Stadium in Fort Lauderdale aus. Das 1959 eröffnete Stadion fasst 20.450 Zuschauer. Ursprünglich wurde es als Leichtathletikplatz für die lokalen Highschools gebaut. Es ist Teil eines Sportkomplexes zu dem auch das Fort Lauderdale Stadium gehört, das die New York Yankees über 40 Jahre lang als Trainingsplatz für ihre Saisonvorbereitung genutzt hatten. Eigentümer des Lockhart Stadium ist der Schulbezirk von Broward County.
Neben den Strikers nutzt das auch das Football-Team der Florida Atlantic University das Stadion.

## Statistiken

### Saisonbilanz
| Saison                   | Stufe | Liga                                | Regular Season                  | Play-offs             | Lamar Hunt U.S. Open Cup | CONCACAF Champions League |
| ------------------------ | ----- | ----------------------------------- | ------------------------------- | --------------------- | ------------------------ | ------------------------- |
| Miami FC                 |       |                                     |                                 |                       |                          |                           |
| 2006                     | 2     | USL First Division                  | 5. Platz                        | Viertelfinale         | 2. Runde                 | nicht qualifiziert        |
| 2007                     | 2     | USL First Division                  | 9. Platz                        | nicht qualifiziert    | 1. Runde                 | nicht qualifiziert        |
| 2008                     | 2     | USL First Division                  | 9. Platz                        | nicht qualifiziert    | 3. Runde                 | nicht qualifiziert        |
| 2009                     | 2     | USL First Division                  | 9. Platz                        | nicht qualifiziert    | 2. Runde                 | nicht qualifiziert        |
| 2010                     | 2     | USSF Division 2 Professional League | 4. Platz (NASL)                 | nicht qualifiziert    | 3. Runde                 | nicht qualifiziert        |
| Fort Lauderdale Strikers |       |                                     |                                 |                       |                          |                           |
| 2011                     | 2     | North American Soccer League        | 4. Platz                        | Halbfinale            | nicht qualifiziert       | nicht qualifiziert        |
| 2012                     | 2     | North American Soccer League        | 5. Platz                        | Viertelfinale         | 3. Runde                 | nicht qualifiziert        |
| 2013                     | 2     | North American Soccer League        | Spring: 7. Platz Fall: 5. Platz | nicht qualifiziert    | 3. Runde                 | nicht qualifiziert        |
| 2014                     | 2     | North American Soccer League        | Spring: 5. Platz Fall: 4. Platz | Soccer Bowl-Teilnahme | 3. Runde                 | nicht qualifiziert        |
| 2015                     | 2     | North American Soccer League        | Spring: 8. Platz Fall: 4. Platz | Halbfinale            | 3. Runde                 | nicht qualifiziert        |

1. ↑  Seit 2008 beginnt der Wettbewerb jeweils im Herbst des vorherigen Jahres. Vorher unter dem Namen CONCACAF Champions' Cup.